# Михаил Белстойнев
Михал Белстойнев е български художник и иконописец.

## Биография
Роден е в град Самоков. Той е един от последните представители на Самоковската художествена школа. Рисува стенописи и икони. Заедно с Иван Доспевски работи в средновековната църква „Свети Георги“ в Кюстендил (1880-1884).